# Özcan Bizati
Özcan Bizati (* 31. Mai 1968 in Çal, Denizli) ist ein ehemaliger türkischer Fußballspieler und heutiger -trainer.

## Spielerkarriere
Bizati begann mit dem Fußballspielen als Straßenfußballer und spielte anschließend bei diversen Amateur- und Schulmannschaften. Anfang der 1990er Jahre begann er seine Profikarriere beim damaligen Drittligisten Sarayköyspor. Später spielte er dann beim Hauptstadtverein Ankara Şekerspor. Hier musste er wegen einer immer wiederkehrenden Meniskusverletzung seine Profilaufbahn bereits mit 21 Jahren beenden.

## Akademische Karriere
Nach dem abrupten Ende seiner Profifußballspielerlaufbahn begann er an der renommierten Technischen Universität des Nahen Ostens mit einem Studium der Sportwissenschaften und spezialisierte sich auf das Vertiefungsfach Fußball. Während seines Studiums in Ankara spielte er für eine kurze Zeit bei den Amateurvereinen TMO Spor und Keçiörenspor.
Bereits zu dieser Zeit lernte er Ersun Yanal kennen, einen weiteren der wenigen türkischen Fußballtrainer mit Universitätsabschluss der Sportwissenschaften. Im Anschluss an sein Studium erlangte er noch die UEFA Pro Licence.

## Trainerkarriere
Im Anschluss an sein Studium und seiner UEFA Pro Licence begann er ab Sommer 2000 beim Hauptstadtverein MKE Ankaragücü als Nachwuchstrainer zu arbeiten und assistierte auch dem Cheftrainer der Profis Ersun Yanal. Nach zwei Jahren in dieser Tätigkeit wechselte er zusammen mit Yanal zum Lokalrivalen Gençlerbirliği Ankara und arbeitete hier zwei Spielzeiten lang als Trainer der Jugendabteilung. Bereits nach einem Jahr stieg er zu einem der Co-Trainer von Yanal auf. Nachdem Yanal zum Sommer 2004 zum Nationaltrainer der Türkei aufstieg, blieb Bizati bei Gençlerbirliği und assistierte Yanals Nachfolger Erdoğan Arıca.
Zum Oktober 2005 wechselte er zum Erstligisten Manisaspor und arbeitete hier erneut mit Ersun Yanal zusammen, der in der Zwischenzeit als Nationaltrainer entlassen wurde und Manisaspor übernahm.
Nach einer Spielzeit bei Manisaspor kehrte er zu seinem alten Verein MKE Ankaragücü zurück und arbeitete hier als Co-Trainer. Dabei assistierte er dem neu eingestellten australischen Trainer Vlado Bozinovski. Nachdem dieser bereits nach fünf Spieltagen von seinem Amt zurücktrat, arbeite Bizati mit dessen Vorgänger und Nachfolger Hikmet Karaman zusammen. Zum Saisonende verließ Bizati den Verein, da der neue Trainer Hans-Peter Briegel seine eigenen Assistenten mitbrachte.
Briegel verließ bereits nach neun Spieltagen den Verein und wurde durch die ehemalige Spielerlegende Ankaragücüs, Hakan Kutlu, ersetzt. Da Kutlu zu dieser Zeit keine Trainerlizenz besaß, wurde Bizati formal als Cheftrainer eingestellt und assistierte Kutlu als dessen Co-Trainer.
Zur neuen Saison verließ er erneut Ankaragücü und arbeitete beim Drittligisten Pendikspor das erste Mal in seiner Karriere als Cheftrainer. Vor Saisonende trennte er sich aber von Pendikspor und übernahm Anfang April 2009 wieder bei Ankaragücü das Amt des Co-Trainers und arbeitete hier bis zum Saisonende wieder mit Hikmet Karaman zusammen.
Nachdem Bizati in die neue Saison ohne Tätigkeit gestartet war, übernahm er Ende Oktober 2009 mit Hakan Kutlu den Erstligisten Denizlispor und assistierte ihm als Co-Trainer. Zum Saisonende verpasste das Team den Klassenerhalt und Kutlu und Bizati verließen anschließend den Verein Richtung Erstligisten Manisaspor. Nach vier Spieltagen trat Kutlu von seinem Amt zurück, sodass Bizati dessen Nachfolger Hikmet Karaman bis zum Saisonende assistierte.
Im Frühjahr 2012 arbeitete er beim Erstligisten Samsunspor als Co-Trainer und assistierte hier dem alten Weggefährten Mesut Bakkal. Nachdem man hier den Klassenerhalt zum Saisonende verpasst hatte, verließen beide den Verein.
Bizati übernahm zur neuen Saison beim türkischen Traditionsverein Trabzonspor das Amt des Co-Trainers und arbeitete hier mit Şenol Güneş zusammen. Nachdem Güneş zum Frühjahr 2013 von seinem Amt zurückgetreten war, verließ auch Bizati den Verein.
Mitte April 2013 wurde er beim abstiegsbedrohten Zweitligaverein seiner Heimatprovinz Denizli, bei Denizlispor, als Cheftrainer vorgestellt. Nach nur einer dreimonatigen Amtszeit trennte sich der Verein von Bizati, da er öffentlich die Vereins- und Transferpolitik von dem damaligen Präsidenten Süleyman Urkay kritisiert hatte.
Im Dezember gleichen Jahres wurde er erneut Trainer von Denizlispor, da der Verein mit Mehmet Özsoy einen neuen Präsidenten gewählt hatte. Aufgrund von Erfolglosigkeit verließ Bizati in der Winterpause der Saison 2014/15 den Verein und wurde durch Engin İpekoğlu ersetzt.
Zur Saison 2015/16 übernahm er den Zweitligisten Boluspor und betreute diesen bis zum September 2015.